# Manuel Machado (poeta)
Manuel Machado y Ruiz (ur. 29 sierpnia 1874 w Sewilli, zm. 19 stycznia 1947 w Madrycie) – poeta hiszpański, brat poety Antonia. Przedstawiciel grupy literackiej Generación 98.
Autor wielu zbiorów poezji "Alma" (1902), "Caprichos" (1905), "Sevilla y otros poemas" (1918), "Ars moriendi" (1921), "Hora de oro" (1938), w którym zdecydowanie poparł rewoltę generała Francisco Franco. Pisał też wspólnie z bratem utwory dramatyczne. Nie był tłumaczony na język polski.